# Асаво-Зубово
Асаво-Зубово (баш. Аҫау-Зубов) — село в Стерлитамакском районе Республики Башкортостан Российской Федерации. Входит в состав Казадаевского сельсовета. 

## География

### Географическое положение
Расстояние до:
- районного центра (Стерлитамак): 14 км,
- центра сельсовета (Новое Барятино): 4 км,
- ближайшей ж/д станции (Стерлитамак): 14 км.

## Население
| 2002 | 2009 | 2010 |
| ---- | ---- | ---- |
| 277  | ↘168 | ↘137 |

Национальный состав
Согласно переписи 2002 года, преобладающие национальности — татары (45 %), русские (29 %).